# Polemón (athéni filozófus)
Polemón (Kr. e. 4. század) görög filozófus.
Athénben élt és működött, Xenokratész tanítványa és Kitioni Zénón mestere volt. Fiatal korában kicsapongó életet élt, de harmincéves korában Xenokratész egy előadása akkora hatással volt rá, hogy többé nem ivott bort és a filozófia tanulmányozásának szentelte magát. Horatius második szatírájában tesz említést róla.